# Concejo de San Román y sus aldeas
El Concejo de San Román y sus aldeas o Aldeas de San Román fue uno de los concejos del Reino de Castilla, que tuvo vigencia desde el siglo XII hasta el siglo XIX.

## Toponimia e historia
La capitalidad estuvo en la villa de San Román de Cameros. La primera noticia de la población es un documento mediante el cual Iñigo López, primer señor de Vizcaya. (¿-1077), compró en 1076 unas casas en San Román de Cameros. Dio como pago "8 vacas paridas y destetadas y 20 sueldos de plata". Su cuñado Ximeno Fortunión, tercer señor de los Cameros y gobernador de Meltria, firmó como testigo. (Ubieto Arteta, p. 409). Cabezón de Cameros formó parte hasta el siglo XVII, jurisdiccionalmente, de San Román de Cameros de quien se independizó el 2 de febrero de 1653 cuando el Rey Felipe IV firmó su carta de villazgo y le dotó con su propio término municipal.No formaba parte de ningún partido ya que aparece como villa eximida en la Intendencia de Soria en el siglo XVIII.

## Lugares que comprendía
| - San Román. | - Cabezón. | - Vadillos (San Román). | - Avellaneda y El Mirón (despoblados, San Román). |  |

Las villas de San Román y Cabezón, aparecen como villas eximidas en el Censo de Floridablanca.